# Штайн, Клара Эрновна
Кла́ра Э́рновна Штайн (18 февраля 1946, Краснодар — 13 июня 2023) — советский лингвист, доктор филологических наук (1994), специалист в области изучения художественного текста, семиотики, метапоэтики, кавказоведения. Заслуженный работник высшей школы Российской Федерации (2007). До 2016 года — профессор Северо-Кавказского федерального университета.

## Биография
Родилась в 1946 году в Краснодаре. Её отец Эрно Шимонович Штайн в начале Второй мировой войны бежал из Кракова в СССР, тогда как вся его семья (включая первую жену) погибла в Краковском гетто. Семья матери, Антонины Францевны Штайн, также происходила из Польши и переехала в СССР в начале 1920-х годов; во время войны мать служила фронтовой медсестрой.
В 1968 году окончила историко-филологический факультет Ставропольского государственного педагогического института.
Работала учителем русского языка и литературы в СШ № 4 села Сотниковского Благодарненского района Ставропольского края, затем в СШ № 10 города Ставрополя (1969—1972).
С 1972 по 2015 год преподавала в Ставропольском государственном педагогическом институте, который в 1996 году был преобразован в Ставропольский государственный университет, в 2012 году — в Северо-Кавказский федеральный университет.
В 1977 году окончила аспирантуру в Московском государственном педагогическом институте им. В. И. Ленина под руководством известного лингвиста профессора В. В. Бабайцевой. Защитила кандидатскую диссертацию по теме «Семантика и синтаксические функции субъективно-модальных частиц».
В 1994 году окончила докторантуру и защитила докторскую диссертацию «Гармоническая организация поэтического текста» в Российском государственном педагогическом университете имени А. И. Герцена.
К. Э. Штайн — автор более 500 научный работ, руководитель крупной научной школы «Лингвистика текста: Семантика. Синтактика. Прагматика», под руководством ученого были защищены 4 докторские, 30 кандидатских диссертаций.
С 2000 по 2015 год руководила проблемной научной-исследовательской лабораторией «Текст как явление культуры» в Ставропольском государственном университете (Северо-Кавказском федеральном университете), в которой были подготовлены и изданы монографии, антологии, учебники для вузов в серии «Филологическая книга СГУ», выпущены научные сборники совместно с кафедрой русского языка РГПУ им. А. И. Герцена и кафедрой русского языка МПГУ. Эти издания в настоящее время служат основой для сохранения и популяризации исторического, культурного, литературного, педагогического наследия России и Северного Кавказа.
В 2004 году награждена медалью Лермонтова Российского Лермонтовского комитета «За личный вклад в многонациональную культуру и укрепление российской государственности». В 2007 году указом Президента РФ присвоено звание «Заслуженный работник высшей школы Российской Федерации». Награждена педагогической премией имени заслуженного учителя Российской Федерации О. К. Гуцевой.

## Основные научные труды

### Монографии
- Штайн К. Э. Язык. Гармония. Поэзия: Монография. — Ставрополь: Ставропольское книжное издательство, 1989. — 206 с. Архивная копия от 13 января 2017 на Wayback Machine ISBN 5-7644-0349-9
- Штайн К. Э. Принципы анализа поэтического текста: Монография. — СПб. — Ставрополь: Издательство Ставропольского государственного педагогического института, 1993. — 276 с. Архивная копия от 13 января 2017 на Wayback Machine ЛР № 020061
- Штайн К. Э. Гармония поэтического текста. Склад. Ткань. Фактура: Монография / Под ред. д-ра филол. наук проф. В. В. Бабайцевой. — Ставрополь: Издательство Ставропольского государственного университета, 2006. — 646 с. Архивная копия от 13 января 2017 на Wayback Machine ISBN 5-88648-526-0
- Штайн К. Э., Петренко Д. И. Лермонтов и барокко: Монография. — Ставрополь: Издательство Ставропольского государственного университета, 2007. — 454 с. Архивная копия от 22 декабря 2020 на Wayback Machine ISBN 5-88648-568-6
- Штайн К. Э., Бобылёв С. Ф., Петренко Д. И. Небо. Солнце. Земля. Традиционная символика дома в городской среде Ставропольского края: Монография / Под ред. д-ра социол. наук проф. В. А. Шаповалова. — Ставрополь: Издательство Ставропольского государственного университета, 2008. — 560 с. Архивная копия от 13 января 2017 на Wayback Machine ISBN 5-88648-621-6
- Штайн К. Э., Петренко Д. И. Метапоэтика Лермонтова: Монография. — Ставрополь: Издательство Ставропольского государственного университета, 2009. — 504 с. Архивная копия от 22 декабря 2020 на Wayback Machine ISBN 978-5-88648-684-4
- Штайн К. Э., Петренко Д. И. Универсальность Лермонтова: Монография. — Ставрополь: Издательство Северо-Кавказского федерального университета, 2014. — 320 с. Архивная копия от 23 декабря 2020 на Wayback Machine ISBN 978-5-88648-854-8
- Штайн К. Э., Петренко Д. И. Люди на все времена: Монография. — Ставрополь: Издательство «Дизайн-студии Б», 2014. — 838 с. Архивная копия от 13 января 2017 на Wayback Machine ISBN 978-5-906137-29-6
- Штайн К. Э., Петренко Д. И. А. А. Потебня: Диалог во времени. — Ростов-на-Дону: ЗАО «Книга», 2015. — 520 с. Архивная копия от 31 января 2017 на Wayback Machine ISBN 978-5-87259-851-0
- Штайн К. Э., Петренко Д. И. Язык. Языкознание. Идеология: От социализма к российскому капитализму. — Ростов-на-Дону: Полиграф-Сервис, 2016. — 378 с. Архивная копия от 13 января 2017 на Wayback Machine ISBN 978-5-9906581-1-0
- Петренко Д. И., Штайн К. Э. Лингвистическая палеонтология культуры: Языкознание. Кавказоведение. — Ростов-на-Дону: Полиграф-Сервис, 2017. — 462 с. Архивная копия от 24 апреля 2017 на Wayback Machine ISBN 978-5-9906581-6-5
- Штайн К.Э., Петренко Д.И. Метапоэтика: Поэты исследуют русскую поэзию. Монография. – Ростов-на-Дону: Полиграф-Сервис, 2018. – 534 с.  Архивная копия от 21 декабря 2020 на Wayback Machine ISBN 978-5-9906581-9-6
- Петренко Д. И., Штайн К. Э. Проза А.П. Чехова: Метапоэтика и поэтика. Монография. – Ростов-на-Дону: Полиграф-Сервис, 2018. – 416 с. Архивная копия от 18 сентября 2018 на Wayback Machine ISBN 978-5-6040938-1-8
- Петренко Д. И., Штайн К. Э. Лингвистическая и визуальная антропология: Северный Кавказ: Монография. – Ростов-на-Дону: Полиграф-Сервис, 2020. – 488 с. Архивная копия от 18 сентября 2020 на Wayback Machine ISBN 978-5-6040938-8-7

### Учебники и учебные пособия
Штайн К. Э. Поэтический текст в научном контексте: Учебное пособие. — Ставрополь: Издательство Ставропольского государственного университета, 1996. — 92 с. Архивная копия от 6 декабря 2017 на Wayback Machine ISBN 5-88648-021-8
Штайн К. Э. Системный подход к изучению динамических явлений на синхронном срезе языка: Учебное пособие. — Ставрополь: Издательство Ставропольского государственного университета, 2006. — 292 с. Архивная копия от 13 января 2017 на Wayback Machine ISBN 5-88648-497-3
Штайн К. Э., Бобылев С. Ф., Петренко Д. И. Язык современной исторической науки. Семиотический анализ исторического текста: Учебное пособие. — Ставрополь: Издательство Ставропольского государственного университета, 2006. — 547 с. Архивная копия от 13 января 2017 на Wayback Machine ISBN 5-88648-498-1
Штайн К. Э., Петренко Д. И. Русская метапоэтика: Учебный словарь. — Ставрополь: Издательство Ставропольского государственного университета, 2006. — 602 с. Архивная копия от 31 января 2017 на Wayback Machine ISBN 5-88648-514-7
Штайн К. Э., Петренко Д. И. Филология: История. Методология. Современные проблемы. Учебное пособие. — Ставрополь: Издательство Ставропольского государственного университета, 2011. — 916 с. Архивная копия от 13 января 2017 на Wayback Machine ISBN 978-5-88684-764-0
Штайн К. Э., Петренко Д. И. Филология: Школы и направления. Учебное пособие. — Ставрополь: Издательство «Дизайн-студии Б», 2014. — 880 с. Архивная копия от 13 января 2017 на Wayback Machine ISBN 978-5-906137-40-1
Штайн К. Э., Петренко Д. И. Гармония и симметрия. Учебное пособие. — Ростов-на-Дону: ЗАО «Книга», 2015. — 704 с. Архивная копия от 13 января 2017 на Wayback MachineISBN 978-5-87259-817-6
Штайн К. Э., Петренко Д. И. История филологии. — М.: Юрайт, 2016. — 278 с. (недоступная ссылка) ISBN 978-59916-8405-7

### Антологии (редактор и составитель)
Три века русской метапоэтики: Легитимация дискурса. — Антология: В 4 т. — Т. 1. XVII—XIX вв. Барокко. Классицизм. Сентименатлизм. Романтизм. Реализм / Под ред. д-ра филол. наук проф. К. Э. Штайн; сост. К. Э. Штайн, Р. М. Байрамуков, А. Б. Оболенец, В. П. Ходус, Т. Ю. Ковалева. — Ставрополь: Ставропольское книжное издательство, 2002. — 704 с. [Комментарии: К. Э. Штайн, Р. М. Байрамуков, А. Б. Оболенец] Архивная копия от 6 декабря 2017 на Wayback Machine ISBN 5-7644-0936-5 (т. 1), ISBN 5-7644-0937-3
Три века русской метапоэтики: Легитимация дискурса. — Антология: В 4 т. — Т. 2. Конец XIX — начало XX в. Реализм. Символизм. Акмеизм. Модернизм / Под ред. д-ра филол. наук проф. К. Э. Штайн; сост. К. Э. Штайн, Р. М. Байрамуков, А. Б. Оболенец, В. П. Ходус, К. В. Зуев, Д. И. Петренко. — Ставрополь: Ставропольский государственный университет, 2002. — 704 с. Архивная копия от 6 декабря 2017 на Wayback Machine ISBN 5-88648-472-8
Три века русской метапоэтики: Легитимация дискурса. — Т. 3. Первая половина XX в. Авангард / Под ред. д-ра филол. наук проф. К. Э. Штайн; сост. К. Э. Штайн, Р. М. Байрамуков, Д.И, Петренко, А. Б. Оболенец, В. П. Ходус, К. В. Зуев. — Антология: В 4 т. — Ставрополь: Ставропольский государственный университет, 2006. — 830 с. Архивная копия от 6 декабря 2017 на Wayback Machine ISBN 5-88648-512-0
Три века русской метапоэтики: Легитимация дискурса. — Антология: В 4 т. — Т. 4. XX в. Реализм. Соцреализм. Постмодернизм / Под ред. д-ра филол. наук проф. К. Э. Штайн; сост. К. Э. Штайн, Р. М. Байрамуков, Д. И. Петренко, А. Б. Оболенец, В. П. Ходус, К. В. Зуев. — Ставрополь: Ставропольский государственный университет, 2006. — 985 с. Архивная копия от 6 декабря 2017 на Wayback Machine ISBN 5-88648-513-9
Лермонтовский текст: Ставропольские исследователи о жизни и творчестве М. Ю. Лермонтова: В 2 т. / Под ред. д-ра филол. наук проф. К. Э. Штайн; сост. К. Э. Штайн. — Ставрополь: Ставропольский государственный университет, 2007. — Т. 1. — 784 с. Архивная копия от 25 декабря 2020 на Wayback Machine ISBN 5-88648-577-5
Лермонтовский текст: Ставропольские исследователи о жизни и творчестве М. Ю. Лермонтова: В 2 т. / Под ред. д-ра филол. наук проф. К. Э. Штайн; сост. К. Э. Штайн. — Ставрополь: Ставропольский государственный университет, 2007. — Т. 2. — 690 с. Архивная копия от 23 декабря 2020 на Wayback Machine ISBN 5-88648-577-5
Глагол будущего: Философские, педагогические, литературно-критические сочинения Я. М. Неверова и речевое поведение воспитанников Ставропольской губернской гимназии середины XIX века / Под ред. д-ра филол. наук проф. К. Э. Штайн; сост. К. Э. Штайн, Д. И. Петренко. — Ставрополь: Ставропольский государственный университет, 2006. — 1056 с. Архивная копия от 27 октября 2017 на Wayback Machine ISBN 5-88648-576-7
Ставрополь в описаниях, очерках, исследованиях за 230 лет / Под ред. д-ра филол. наук проф. К. Э. Штайн; сост. К. Э. Штайн, Д. И. Петренко. — Ставрополь: Ставропольский государственный университет, 2007. — 1344 с. Архивная копия от 6 декабря 2017 на Wayback Machine ISBN 5-88648-558-9
Ставропольский текст: Описания, очерки, исследования: Хрестоматия / Сост. К. Э. Штайн, С. Ф. Бобылев, Д. И. Петренко. — Ставрополь: Ставропольский государственный университет, 2006. — 717 с. Архивная копия от 6 декабря 2017 на Wayback Machine ISBN 5-88648-498-1
Кавказские Минеральные Воды в описаниях, очерках, исследованиях за 200 лет. Антология: В 3 т. / Под ред. д-ра филол. наук проф. К. Э. Штайн; сост. К. Э. Штайн, Д. И. Петренко. — Ставрополь: Ставропольский государственный университет, 2011. — Т. 1. — 888 с. Архивная копия от 6 декабря 2017 на Wayback Machine ISBN 978-5-88648-768-8
Кавказские Минеральные Воды в описаниях, очерках, исследованиях за 200 лет. Антология: В 3 т. / Под ред. д-ра филол. наук проф. К. Э. Штайн; сост. К. Э. Штайн, Д. И. Петренко. — Ставрополь: Ставропольский государственный университет, 2011. — Т. 2. — 730 с. Архивная копия от 6 декабря 2017 на Wayback Machine ISBN 978-5-88648-768-8
Кавказские Минеральные Воды в описаниях, очерках, исследованиях за 200 лет. Антология: В 3 т. / Под ред. д-ра филол. наук проф. К. Э. Штайн; сост. К. Э. Штайн, Д. И. Петренко. — Ставрополь: Ставропольский государственный университет, 2011. — Т. 3. — 900 с. Архивная копия от 6 декабря 2017 на Wayback Machine ISBN 978-5-88648-768-8
Опальные: Русские писатели открывают Кавказ. Антология: В 3 т. / Под ред. д-ра филол. наук проф. К. Э. Штайн; сост. К. Э. Штайн, Д. И. Петренко. — Ставрополь: Изд-во СГУ, 2010. — Т. 1. — 880 с. Архивная копия от 6 декабря 2017 на Wayback Machine ISBN 978-5-88648-712-1
Опальные: Русские писатели открывают Кавказ. Антология: В 3 т. / Под ред. д-ра филол. наук проф. К. Э. Штайн; сост. К. Э. Штайн, Д. И. Петренко. — Ставрополь: Изд-во СГУ, 2011. — Т. 2. — 768 с. Архивная копия от 6 декабря 2017 на Wayback Machine ISBN 978-5-88648-748-0
Опальные: Русские писатели открывают Кавказ. Антология: В 3 т. / Под ред. д-ра филол. наук проф. К. Э. Штайн; сост. К. Э. Штайн, Д. И. Петренко. — Ставрополь: Изд-во СГУ, 2011. — Т. 3. — 1104 с. Архивная копия от 6 декабря 2017 на Wayback Machine ISBN 978-5-88648-800-5
Вдохновение. Избранное. 2001—2015: Литературно-художественный альманах школьников и студентов Ставропольского края / Редакторы и составители К. Э. Штайн, Д. И. Петренко. — Ростов-на-Дону: ИП К. Р. Попов («Полиграф-Сервис»), 2015. — Вып. 15. — 724 с. Архивная копия от 6 декабря 2017 на Wayback Machine ISBN 978-5-9906581-0-3
Caucasica: Кавказоведение. Страницы прошлого. По материалам архива и библиотеки Северо-Кавказского горского историко-лингвистического научно-исследовательского института имени С. М. Кирова (1926—1937): Антология / Составители, редакторы, авторы биографических справок К. Э. Штайн, Д. И. Петренко. — Ростов- на- Дону: ИП К. Р. Попов «Полиграф-Сервис», 2017. — 1148 с. Архивная копия от 6 декабря 2017 на Wayback Machine ISBN 978-5-9906581-7-2

### Биография К.Э.Штайн, библиографические издания
Клара Эрновна Штайн: Биобиблиографический указатель. — Ставрополь: Ставропольский государственный университет, 2012. — 150 с. Архивная копия от 13 января 2017 на Wayback Machine ISBN 978-5-88648-824-1
Филологическая книга Ставропольского государственного университета (СГУ): Серия научных трудов ПНИЛ «Текст как явление культуры». — Ставрополь: Ставропольский государственный университет, 2012. — 146 с. Архивная копия от 6 декабря 2017 на Wayback Machine ISBN 978-5-88648-826-5
Штайн К.Э. Призвание: Книга воспоминаний. — Ростов-на-Дону: "Полиграф-Сервис", 2019. — 608 с.   Архивная копия от 29 октября 2019 на Wayback Machine ISBN 978-5-6040938-4-9

### Сборники статей межрегионального научно-методического семинара «Textus: Текст как явление культуры» (К.Э.Штайн — научный редактор, составитель)
Организация и самоорганизация текста: Сборник статей научно-методического семинара «Textus» / Под ред. д-ра филол. наук проф. К. Э. Штайн. – СПб. – Ставрополь: Российский педагогический университет им. А.И. Герцена, Ставропольский государственный университет, 1996. – Вып. 1. – 192 с.  Архивная копия от 26 января 2020 на Wayback Machine ISBN 5-88648-024-2
Первое произведение как семиологический факт: Сборник статей научно-методического семинара «Textus» / Под ред. д-ра филол. наук проф. К. Э. Штайн. – СПб. – Ставрополь: Российский педагогический университет им. А.И. Герцена, Ставропольский государственный университет, 1997. – Вып. 2. – 191 с.  Архивная копия от 25 февраля 2020 на Wayback Machine ISBN 5-88648-47-1
Текст как объект многоаспектного исследования: Сборник статей научно-методического семинара «Textus»: В 2 ч. / Под ред. д-ра филол. наук проф. К. Э. Штайн. – СПб. – Ставрополь: Российский педагогический университет им. А.И. Герцена, Ставропольский государственный университет, 1998. – Вып. 3. – Ч. 1. – 192 с.  Архивная копия от 4 сентября 2019 на Wayback Machine ISBN 5-88648-083-8
Текст как объект многоаспектного исследования: Сборник статей научно-методического семинара «Textus»: В 2 ч. / Под ред. д-ра филол. наук проф. К. Э. Штайн. – СПб. – Ставрополь: Российский педагогический университет им. А.И. Герцена, Ставропольский государственный университет, 1998. – Вып. 3. – Ч. 2. – 195 с.  Архивная копия от 3 февраля 2020 на Wayback Machine ISBN 5-88648-085-4
Текст: Узоры ковра: Сборник статей научно-методического семинара «Textus»: В 2 ч. / Под ред. д-ра филол. наук проф. К. Э. Штайн. – СПб. – Ставрополь: Российский педагогический университет им. А.И. Герцена, Ставропольский государственный университет, 1999. – Вып. 4. – Ч. 1. Общие проблемы исследования текста. – 168 с.  Архивная копия от 4 декабря 2018 на Wayback Machine ISBN 5-88648-166-4
Текст: Узоры ковра: Сборник статей научно-методического семинара «Textus»: В 2 ч. / Под ред. д-ра филол. наук проф. К. Э. Штайн. – СПб. – Ставрополь: Российский педагогический университет им. А.И. Герцена, Ставропольский государственный университет, 1999. – Вып. 4. – Ч. 2. Актуальные проблемы исследования разных типов текста. – 180 с.  Архивная копия от 4 декабря 2018 на Wayback Machine ISBN 5-88648-167-2
Пушкинский текст: Сборник статей научно-методического семинара «Textus» / Под ред. д-ра социол. наук проф. В.А. Шаповалова, д-ра филол. наук проф. К. Э. Штайн. – СПб. – Ставрополь: Российский педагогический университет им. А.И. Герцена, Ставропольский государственный университет, 1999. – Вып. 5. – 212 с.  Архивная копия от 25 февраля 2020 на Wayback Machine ISBN 5-88648-179-6
Принципы и методы исследования в филологии: Конец XX века: Сборник статей научно-методического семинара «Textus» / Под ред. д-ра филол. наук проф. К.Э. Штайн. – СПб. – Ставрополь: Российский педагогический университет им. А.И. Герцена, Ставропольский государственный университет, 2001. – Вып. 6. – 680 с.  Архивная копия от 4 сентября 2019 на Wayback Machine ISBN 5-88648-252-0
Языковая деятельность: Переходность и синкретизм: Сборник статей научно-методического семинара «Textus» / Под ред. д-ра филол. наук проф. К. Э. Штайн. – Москва – Ставрополь: Московский педагогический государственный университет, Ставропольский государственный университет, 2001. – Вып. 7. –  512 с.  Архивная копия от 25 февраля 2020 на Wayback Machine ISBN 5-88648-277-6
Глагол будущего: Педагогический дискурс Я.М. Неверова и речевое поведение воспитанников Ставропольской губернской гимназии середины XIX века: Сборник статей научно-методического семинара «Textus»: В 2 ч. / Под ред. д-ра филол. наук проф. К. Э. Штайн. – Ставрополь: Ставропольский государственный университет, 2002. – Вып. 8. – Ч. 1. – 376 с. ISBN 5-99648-324-1
Глагол будущего: Педагогический дискурс Я.М. Неверова и речевое поведение воспитанников Ставропольской губернской гимназии середины XIX века: Сборник статей научно-методического семинара «Textus»: В 2 ч. / Под ред. д-ра филол. наук проф. К.Э. Штайн. – Ставрополь: Ставропольский государственный университет, 2002. – Вып. 8. – Ч. 2. – 520 с. ISBN 5-88648-325-X
Язык и текст в пространстве культуры: Сборник статей научно-методического семинара «Textus» / Под ред. д-ра филол. наук проф. К. Э. Штайн. – СПб. – Ставрополь: Российский педагогический университет им. А.И. Герцена, Ставропольский государственный университет, 2003. – Вып. 9. – 416 с.  Архивная копия от 25 февраля 2020 на Wayback Machine ISBN 5-88648-384-5
Этика и социология текста: Сборник статей научно-методического семинара «Textus» / Под ред. д-ра филол. наук проф. К. Э. Штайн. – СПб. – Ставрополь: Российский педагогический университет им. А.И. Герцена, Ставропольский государственный университет, 2004. –  Вып. 10. – 574 с.  Архивная копия от 25 февраля 2020 на Wayback Machine ISBN 588648-430-2
«Textus»: Избранное. 1994–2004: Сборник статей научно-методического семинара «Textus»: В 2 ч. / Под ред. д-ра филол. наук проф. К. Э. Штайн. – Ставрополь: Ставропольский государственный университет, 2004. – Вып. 11. – Ч. 1. – 588 с.  Архивная копия от 26 января 2020 на Wayback Machine ISBN 5-88648-469-8
«Textus»: Избранное. 1994–2004:  Сборник статей научно-методического семинара «Textus»: В 2 ч. / Под ред. д-ра филол. наук проф. К. Э. Штайн. – Ставрополь: Ставропольский государственный университет, 2004. – Вып. 11. – Ч. 2. – 504 с.  Архивная копия от 25 января 2020 на Wayback Machine ISBN 5-88648-470-1
Метапоэтика: Сборник статей научно-методического семинара «Textus» / Под ред. д-ра филол. наук проф. К. Э. Штайн. – Ставрополь: Ставропольский государственный университет, 2008. – Вып. 1. – 736 с.  Архивная копия от 25 февраля 2020 на Wayback Machine ISBN 5-88648-632-1
Метапоэтика: Сборник статей научно-методического семинара «Textus»: В 2 ч. / Под редакцией д-ра филол. наук проф. К. Э. Штайн, канд. филол. наук Д. И. Петренко. – Ставрополь: Ставропольский государственный университет, 2010. – Вып. 2. – Ч. 1. Теоретическая метапоэтика. – 436 с.  Архивная копия от 26 января 2020 на Wayback Machine ISBN 5-88648-632-1
Метапоэтика: Сборник статей научно-методического семинара «Textus»: В 2 ч. / Под редакцией д-ра филол. наук проф. К. Э. Штайн, канд. филол. наук Д. И. Петренко. – Ставрополь: Ставропольский государственный университет, 2010. – Вып. 2. – Ч. 2. Живая метапоэтика. – 365 с.  Архивная копия от 26 января 2020 на Wayback Machine ISBN 5-88648-632-1
Лингвистика. Семиотика. Метапоэтика: Научный сборник / Под редакцией д-ра филол. наук проф. К. Э. Штайн, канд. филол. наук Д. И. Петренко. – Вып. 1 (14). – Ставрополь: Северо-Кавказский федеральный университет; «Дизайн-студия Б», 2014. – 568 с.  Архивная копия от 25 февраля 2020 на Wayback Machine ISBN 978-5-906137-23-4